# Angelique Seriese
Angelique Seriese (Zevenbergen, 12 de julio de 1968) es una deportista neerlandesa que compitió en judo. Ganó tres medallas en el Campeonato Mundial de Judo entre los años 1987 y 1995, y diez medallas en el Campeonato Europeo de Judo entre los años 1987 y 1996.

## Palmarés internacional
| Campeonato Mundial | Campeonato Mundial       | Campeonato Mundial | Campeonato Mundial |
| Año                | Lugar                    | Medalla            | Categoría          |
| ------------------ | ------------------------ | ------------------ | ------------------ |
| 1987               | Essen (RFA)              | Medalla de bronce  | +72 kg             |
| 1993               | Hamilton (Canadá)        | Medalla de plata   | Abierta            |
| 1995               | Chiba (Japón)            | Medalla de oro     | +72 kg             |
| Campeonato Europeo |                          |                    |                    |
| Año                | Lugar                    | Medalla            | Categoría          |
| 1987               | París (Francia)          | Medalla de plata   | +72 kg             |
| 1988               | Pamplona (España)        | Medalla de oro     | +72 kg             |
| 1989               | Helsinki (Finlandia)     | Medalla de oro     | +72 kg             |
| 1989               | Helsinki (Finlandia)     | Medalla de oro     | Abierta            |
| 1991               | Praga (Checoslovaquia)   | Medalla de bronce  | +72 kg             |
| 1992               | París (Francia)          | Medalla de oro     | Abierta            |
| 1993               | Atenas (Grecia)          | Medalla de oro     | Abierta            |
| 1994               | Gdańsk (Polonia)         | Medalla de oro     | +72 kg             |
| 1995               | Birmingham (Reino Unido) | Medalla de oro     | Abierta            |
| 1996               | La Haya (Países Bajos)   | Medalla de oro     | +72 kg             |